# Чебыкина, Ольга Юрьевна
О́льга Ю́рьевна Чебы́кина (до замужества Шабельникова; род. 15 марта 1983, Свердловск) — интервьюер, российская журналистка, популярный блогер. Основатель и преподаватель офлайн-школы интервью и коммуникации для предпринимателей «Бу-бу-бу». Ведёт курс медиакоммуникации в Уральском федеральном университете.

## Биография

### Карьера на ТВ
Ольге было 18 лет, когда она впервые пришла на телевидение. Она училась в университете и параллельно осваивала профессию, стажируясь на «Четвёртом канале» уральского ТВ. Будущая журналистка работала бесплатно на передаче «Утренний экспресс». Спустя шесть месяцев Ольгу приняли в штат на должность репортёра, а потом — выпускающего редактора. После этого ей предложили стать соведущей в программе «Экспресс-здоровье», а через несколько лет она стала шеф-редактором той самой программы, с которой начинала свой путь в качестве стажёра.

### Проекты в интернете
Но Ольга понимала, что будущее за интернет-телевидением. Поэтому вместе с Екатериной Дегай запустила видеопортал «е2е4». Затем появился телеканал «Малина», экспертами которого выступали депутаты, министры и бизнесмены. Среди них был первый губернатор области Эдуард Россель, уполномоченная по правам человека Татьяна Мерзлякова, заместитель председателя правления банка «24.ру» Борис Дьяконов и другие статусные люди Екатеринбурга.
Летом 2017 года журналистка запустила Youtube-канал «Не принято обсуждать» (700 000 подписчиков), награждённый серебряной кнопкой YouTube, а также премией «Топ-50» журнала «ЕКБ.Собака.ru» в номинации «Лайфстайл». Героинями первых выпусков стали женщины, которых Ольга находила в социальных сетях. Затем в студии интервьюера стали появляться медийные личности: Сергей Шнуров, Андрей Мерзликин, Василий Лановой, Светлана Ермакова и другие. Вот как создательница канала формулирует принцип отбора героев своих интервью: «Главный параметр — не беру человека, который еще не вышел из своей ситуации. Мы ищем тех, кто смог преодолеть, пережить, отрефлексировать и чей опыт может быть полезен в качестве помощи другим. Моя функция не помочь герою, а раскрыть его, чтобы он помог другим».
Через два года Ольга зарегистрировала YouTube-канал «Женщины» (500000 подписчиков, вторая серебряная кнопка YouTube). Интервьюер приглашает в студию экспертов в различных областях. К примеру, инвестор Татьяна Волкова делится советами по финансовой грамотности, а психолог Ксения Дёмина рассказывает о том, как поднять самооценку.
В мае 2023 года Ольга, в сотрудничестве с Радой Русских, создала образовательный YouTube-канал «Ключи любви к себе», получивший награду телеканала Fashion TV Russia «Fashion Summer Awards 2023» как самый стильный YouTube-канал.
В 2024 году Ольга запустила ещё два YouTube-канала:
- Канал «Миллионщики», подкаст о лидерах индустрий в бизнесе и в жизни, в котором приглашенные гости рассказывают «о цифрах и ценностях, деньгах и счастье, смысле и наследии». Первым героем канала стал Кирилл Кузьминский, сооснователь Пив&Ко. Среди других гостей — Оскар Хартманн, Дмитрий Фомин (основатель сети «Клиник Фомина») и др.
- Канал «Russian Carrie», предназначенный для людей, говорящих на других языках.  При создании канала использовался искусственный интеллект, который переводит и дублирует Ольгу.[2]

В 2022 году журналистка основала «Книжный клуб Ольги Чебыкиной», встречи которого проходят три раза в месяц в Zoom'e. Главная цель встреч — обсуждение прочитанного. Программа на месяц разрабатывается заранее. Перед каждым обсуждением в чате размещают вопросы по теме.

### Книга
В 2022 году у Ольги вышла книга «Как зарабатывать словами. От слов к миллионам», в которой автор делится секретами успешных публичных выступлений.

### Прочие интересные факты
- Ольга Чебыкина — обладатель премии «ТЭФИ-регион» в номинации «Лучшая информационно-развлекательная программа».[источник не указан 314 дней]
- В 2021 году она объявлена «лучшим предпринимателем в сфере медиа», по версии премии Business Women Awards Ural.[источник не указан 314 дней]
- Ольга — победитель всероссийского фестиваля документального кино «Человек и война». Её фильм 2009 года посвящён солдатам и офицерам 345-го гвардейского парашютно-десантного полка, чей подвиг вписан в историю афганской войны.[8] В фильме нет игровых сцен.[9] Режиссёр Ольга Чебыкина выехала в Афганистан вместе с воинами-интернационалистами и спустя 20 лет побывала вместе с ними в местах боев.[10][11]
- В сентябре 2014 года Ольга участвовала в съёмках для календаря автомобильного портала Pogazam.ru.[12]
- В 2022 году Ольга Чебыкина рассказала, как во время похода на снегоходах по озеру Тургояк спасла от холодной смерти мужчину с трёхлетним сыном.[13]